# Clasificación para la Copa Mundial de Fútbol de 1990
Un total de 116 equipos participaron en la fase de Clasificación para la Copa Mundial de Fútbol de 1990. Compitieron por una de las veinticuatro plazas en el torneo final. Italia, en calidad de anfitriona, y Argentina, como los campeones defensores, clasificaron automáticamente, dejando veintidós plazas disponibles.
Las veinticuatro plazas para el Mundial de 1990 fueron distribuidas de la siguiente manera:
- Europa (UEFA): catorce plazas, una de ellas fue automáticamente para Italia, mientras que las otras trece fueron disputadas por 32 países.
- Sudamérica (CONMEBOL): tres plazas y media, una de ellas fue automáticamente para Argentina, mientras que las otras dos y media fueron disputadas por nueve equipos. El ganador de la media plaza tenía que jugar un partido de eliminación intercontinental contra un equipo de la OFC.
- América del Norte y Central y el Caribe (CONCACAF): dos plazas, disputadas por dieciséis equipos.
- África (CAF): dos plazas, disputadas por 26 equipos.
- Asia (AFC): dos plazas, disputadas por 26 equipos.
- Oceanía (OFC): media plaza, disputada por cinco equipos. El ganador de la media plaza tenía que jugar un partido de eliminación intercontinental contra un equipo de la CONMEBOL.

Un total de 105 equipos jugaron por lo menos un partido clasificatorio. Se jugaron un total de 314 partidos clasificatorios y se anotaron 735 goles (un promedio de 2,34 por partido).

## Zonas continentales

### Europa (UEFA)
Grupo 1 - Rumania clasificó.
Grupo 2 - Suecia e Inglaterra clasificaron.
Grupo 3 - Unión Soviética y Austria clasificaron.
Grupo 4 - Países Bajos y Alemania Federal clasificaron.
Grupo 5 - Yugoslavia y Escocia clasificaron.
Grupo 6 - España y República de Irlanda clasificaron.
Grupo 7 - Bélgica y Checoslovaquia clasificaron.

### Sudamérica (CONMEBOL)
Grupo 1 - Uruguay clasificó.
Grupo 2 - Colombia avanzó a la Repesca Intercontinental.
Grupo 3 - Brasil clasificó.

### América del Norte, Central y el Caribe (CONCACAF)
Costa Rica y Estados Unidos clasificaron.

### África (CAF)
Egipto y Camerún clasificaron.

### Asia (AFC)
Emiratos Árabes Unidos y   Corea del Sur clasificaron.

### Oceanía (OFC)
Israel avanzó a la Repesca Intercontinental.

### Repesca intercontinental
Hubo una repesca para determinar quién se llevaría la última plaza en la Copa Mundial de Fútbol de 1990. Esta repesca fue disputada por el ganador de la clasificación de la OFC (Israel) y el ganador de uno de los grupos de la clasificación de la CONMEBOL con el peor récord (Colombia).
| 15 de octubre de 1989 | Colombia     | 1:0 (0:0) | Israel | Estadio Metropolitano, Barranquilla, Colombia                        |                                                                      |
|                       | Usuriaga 73' |           |        | Asistencia: 65,000 espectadores Árbitro(s): Michel Vautrot (Francia) | Asistencia: 65,000 espectadores Árbitro(s): Michel Vautrot (Francia) |

| 30 de octubre de 1989 | Israel | 0:0 | Colombia | Estadio Ramat Gan, Tel Aviv, Israel                                  |  |
|                       |        |     |          | Asistencia: 50,000 espectadores Árbitro(s): Edgardo Codesal (México) |  |

Colombia clasificó tras ganar el agregado 1-0.

## Equipos clasificados
| N.º | Equipo                 | Detalle                                             | Fecha de clasificación   | Part. | Cons. | Última | Mejor presentación                            |
| --- | ---------------------- | --------------------------------------------------- | ------------------------ | ----- | ----- | ------ | --------------------------------------------- |
| 1   | Italia                 | Anfitrión                                           | 19 de mayo de 1984       | 12    | 8     | 1986   | Campeón (1934, 1938, 1982)                    |
| 2   | Argentina              | Campeón de la Copa Mundial de Fútbol de 1986        | 29 de junio de 1986      | 10    | 5     | 1986   | Campeón (1978, 1986)                          |
| 3   | Costa Rica             | 1° del Pentagonal final de Concacaf                 | 16 de julio de 1989      | 1     | 1     | Debut  | Sin participaciones previas                   |
| 4   | Brasil                 | Ganador del Grupo 3 de la Clasificación de Conmebol | 10 de septiembre de 1989 | 14    | 14    | 1986   | Campeón (1958, 1962, 1970)                    |
| 5   | Uruguay                | Ganador del Grupo 1 de la Clasificación de Conmebol | 24 de septiembre de 1989 | 9     | 2     | 1986   | Campeón (1930, 1950)                          |
| 6   | Yugoslavia             | 1° del Grupo 5 de la Clasificación de UEFA          | 11 de octubre de 1989    | 8     | 1     | 1982   | Cuarto lugar (1930, 1962)                     |
| 7   | España                 | 1° del Grupo 6 de la Clasificación de UEFA          | 11 de octubre de 1989    | 8     | 4     | 1986   | Cuarto lugar (1950)                           |
| 8   | Inglaterra             | 2° del Grupo 2 de la Clasificación de UEFA          | 11 de octubre de 1989    | 9     | 3     | 1986   | Campeón (1966)                                |
| 9   | Corea del Sur          | 1° del Hexagonal final de la AFC                    | 25 de octubre de 1989    | 3     | 2     | 1986   | Primera ronda (1954, 1986)                    |
| 10  | Suecia                 | 1° del Grupo 2 de la Clasificación de UEFA          | 25 de octubre de 1989    | 8     | 1     | 1978   | Subcampeón (1958)                             |
| 11  | Bélgica                | 1° del Grupo 7 de la Clasificación de UEFA          | 25 de octubre de 1989    | 8     | 3     | 1986   | Cuarto lugar (1986)                           |
| 12  | Emiratos Árabes Unidos | 2° del Hexagonal final de la AFC                    | 28 de octubre de 1989    | 1     | 1     | Debut  | Sin participaciones previas                   |
| 13  | Colombia               | Ganador de la repesca de la Conmebol/OFC            | 30 de octubre de 1989    | 2     | 1     | 1962   | Primera ronda (1962)                          |
| 14  | Rumania                | 1° del Grupo 1 de la Clasificación de UEFA          | 15 de noviembre de 1989  | 5     | 1     | 1970   | Primera ronda (1930, 1934, 1938, 1970)        |
| 15  | Unión Soviética        | 1° del Grupo 3 de la Clasificación de UEFA          | 15 de noviembre de 1989  | 7     | 3     | 1986   | Cuarto lugar (1966)                           |
| 16  | Austria                | 2° del Grupo 3 de la Clasificación de UEFA          | 15 de noviembre de 1989  | 6     | 1     | 1982   | Tercer lugar (1954)                           |
| 17  | Países Bajos           | 1° del Grupo 4 de la Clasificación de UEFA          | 15 de noviembre de 1989  | 5     | 1     | 1978   | Subcampeón (1974, 1978)                       |
| 18  | Alemania Federal       | 2° del Grupo 4 de la Clasificación de UEFA          | 15 de noviembre de 1989  | 12    | 10    | 1986   | Campeón (1954, 1974)                          |
| 19  | Escocia                | 2° del Grupo 5 de la Clasificación de UEFA          | 15 de noviembre de 1989  | 7     | 5     | 1986   | Primera ronda (1954, '58, '74, '78, '82, '86) |
| 20  | Irlanda                | 2° del Grupo 6 de la Clasificación de UEFA          | 15 de noviembre de 1989  | 1     | 1     | Debut  | Sin participaciones previas                   |
| 21  | Checoslovaquia         | 2° del Grupo 7 de la Clasificación de UEFA          | 15 de noviembre de 1989  | 8     | 1     | 1982   | Subcampeón (1934, 1962)                       |
| 22  | Egipto                 | Ganador de la Tercera ronda de la CAF               | 17 de noviembre de 1989  | 2     | 1     | 1934   | Primera ronda (1934)                          |
| 23  | Camerún                | Ganador de la Tercera ronda de la CAF               | 19 de noviembre de 1989  | 2     | 1     | 1982   | Primera ronda (1982)                          |
| 24  | Estados Unidos         | 2° del Pentagonal final de Concacaf                 | 19 de noviembre de 1989  | 4     | 1     | 1950   | Tercer lugar (1930)                           |